# Ilmari Juutilainen
Eino Ilmari Juutilainen (21 de febrero de 1914–21 de febrero de 1999) fue un piloto de avión de caza de la Fuerza Aérea finlandesa y el piloto de combate no alemán con más victorias de todos los tiempos. Esto lo convierte en el mayor as de la Fuerza Aérea Finlandesa, puntuación obtenida en contra de aeronaves de la Unión Soviética en la Segunda Guerra Mundial (1939-40 y 1941-1944), con 94 victorias confirmadas en 437 salidas. Según él logró un total de 126 victorias. Logró 34 de sus victorias a bordo de cazas Brewster Buffalo.

## Resumen
Juutilainen es el piloto finlandés con más victorias. Voló en cazas Fokker D.XXI, Brewster Buffalo y Messerschmitt Bf 109 . Fue una de las cuatro personas que recibieron el dos veces la más alta condecoración militar de Finlandia, la Cruz de Mannerheim, y es considerado el as no alemán con mayor número de derribos de todos los tiempos. Juutilainen terminó la guerra sin un solo impacto en su caza de aviones de combate enemigos (una vez que fue obligado a aterrizar después de un fuego amistoso desde tierra en su Bf 109). Al igual que los ases de caza Erich Hartmann y Saburo Sakai, nunca Juutilainen perdió un piloto de apoyo en el combate.

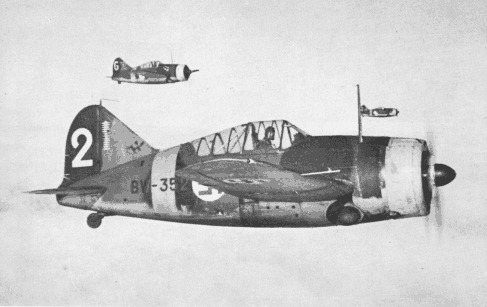
Brewster Buffalo finlandés.

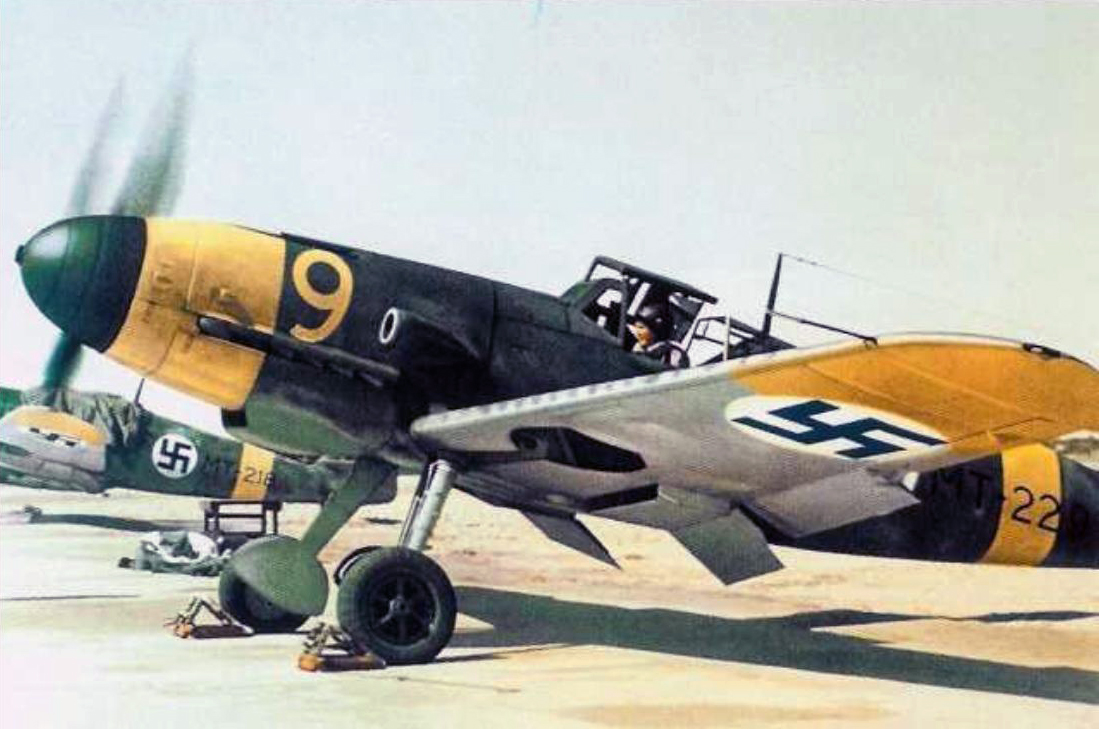
Messerschmitt Bf 109G-2 finlandés.

## Vida

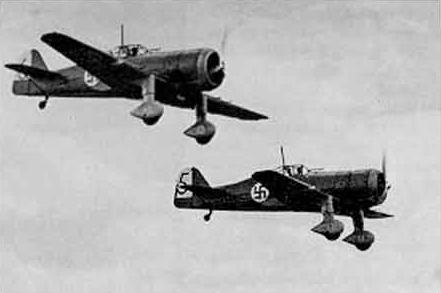
Avión Fokker D.XXI de la Fuerza Aérea finlandesa durante la Segunda Guerra Mundial. Volando este tipo de aeronaves, Juutilainen anotó sus dos victorias individuales, además de una compartida

Juutilainen entró en las Fuerzas de Defensa de Finlandia el 9 de septiembre de 1932 para el servicio militar obligatorio, como un piloto en el Fuerza Aérea Finlandesa a partir de 1935. El 1 de mayo de 1935, Juutilainen fue ascendido a sargento. Fue trasladado a LeLv 24 el 3 de marzo de 1939. Esta unidad operaba a partir de Utti. En octubre de 1939, con el empeoramiento de la situación, el escuadrón se trasladó a Immola, más cerca de la frontera fino-soviética. Durante la Guerra de Invierno (que se inició el 30 de noviembre de 1939) volaba el Fokker D. XXI.
Durante este conflicto logró dos victorias individuales y una compartida.
Durante la Guerra de Continuación, combatió en el 3/LeLv 24 volando Brewster B239 . En su PN-364 "Orange 4", consiguió 28 de sus 34 victorias con Brewster Buffalo (incluidos tres triples derribos), entre el 9 de julio de 1941 y el 22 de noviembre de 1942.
Siendo sargento, Juutilainen anotó su primera victoria el 19 de diciembre de 1939, al derribar un bombardero Ilyushin DB-3, dañando otros dos.
Se convirtió en un "as" con el Brewster Buffalo el 21 de julio de 1941, cuando destruyó un Polikarpov I-153 "Chaika". Pilotaba uno de los seis Búfalos del 3/Llv 24 enviados para interceptar cazas soviéticos que estaban ametrallando tropas finlandesas cerca de Käkisalmi.
Pocos días después, el 1 de agosto, siete cazas al mando del Primer Teniente Karhunen destruyeron 6 I-16 cerca de Rautjarvi y el Warrant Officer Juutilainen seis reclamó dos de ellos.
En la mañana del 6 de febrero, al mientras reconocía la región de Petrovkiy-Jam con otros pilotos del LLV 24 interceptaron siete bombarderos SB escoltados por 12 MiG-3. Juutilainen se anotó dos SBS.
Más tarde recordó:

Vi los bombarderos a 3000 metros, y lo comuniqué a los muchachos. Mientras interceptabamos las aeronaves soviéticas, localicé una formación de tres SB enfilando hacia  una línea de ferrocarril cercana y piqué tras ellos. Ataqué el avión de la izquierda, mis disparos incendiaron su  ala de babor. El SB se estrelló junto a la línea de ferrocarril. Justo cuando me lanzaba a por el lider de la formación observé un caza MiG aproximándoseme. A pesar de la amenaza de este último, me las arreglé para alcanzar al bombardero en el motor de estribor, que empezó a soltar humo y aceite. Momentos más tarde, el avión hizo un medio tonel a la derecha y se estrelló en el bosque, cerca de la vía de ferrocarril.
Volviendo la atención al MiG, que ya estaba encima mío, intenté dispararle de frente. Mi puntería fue buena y el caza comenzó a soltar humo  negro del motor. Viró hacia el este, perdiendo altura al hacerlo.
Ilmari Juutilainen

Entre el 27 y 28 de marzo de 1942, el 3/LLv 24 se trasladó a Immola prepararándose para la ofensiva del Ejército finlandés en Suursaari, Golfo de Finlandia. El 28 de marzo, el WO Juutilainen, en patrulla con el sargento Huotari, atacó a algunos "Chaikas", del 11 IAP sobre la costa de Suurkyla, en Gogland, y derribando dos de ellos. Estas victorias aéreas sumaron a Juutilainen 22, 20 de los cuales habían sido anotados en Brewster, entre el 9 de julio de 1941 y el 28 de marzo de 1942. Un mes después, el 26 de abril, se convirtió en el primer receptor de la Cruz de Mannerheim, la más alta condecoración finlandesa, de su unidad.
A pesar de ser enormemente superados en número, sobre el Golfo de Finlandia, los pilotos del LeLv 24 tenían más experiencia que sus rivales soviéticos de la Flota del Báltico Bandera Roja. Incluso con la ventaja de la sorpresa y la altura, los pilotos soviéticos no consiguieron derribar a ningún piloto finlandés.
El 20 de septiembre, despegó con el capitán Karhunen Jorma y los pilotos del 3/LeLv 24 en una patrulla en la región de Kronstadt - Tolbukhin- Seiskari. Cerca de la costa de Estonia fueron interceptados por 10 cazas soviéticos, pero los finlandeses reaccionaron rápidamente y lograron derribar a tres de sus oponentes. El Aspirante a Oficial Juutilainen fue acreditado con dos derribos.
En 1943, fue trasladado al LeLv 34, que utilizaba los nuevos Messerschmitt Bf-109G-2. Con el Bf 109, derribó otros 58 aviones enemigos.
Rechazó el ascenso a oficial por temor a que se le impidiera volar.
Su 94.º derribo fue un Li-2, la versión rusa del Douglas C-47, el 3 de septiembre de 1944 en el istmo de Carelia.

### Victorias

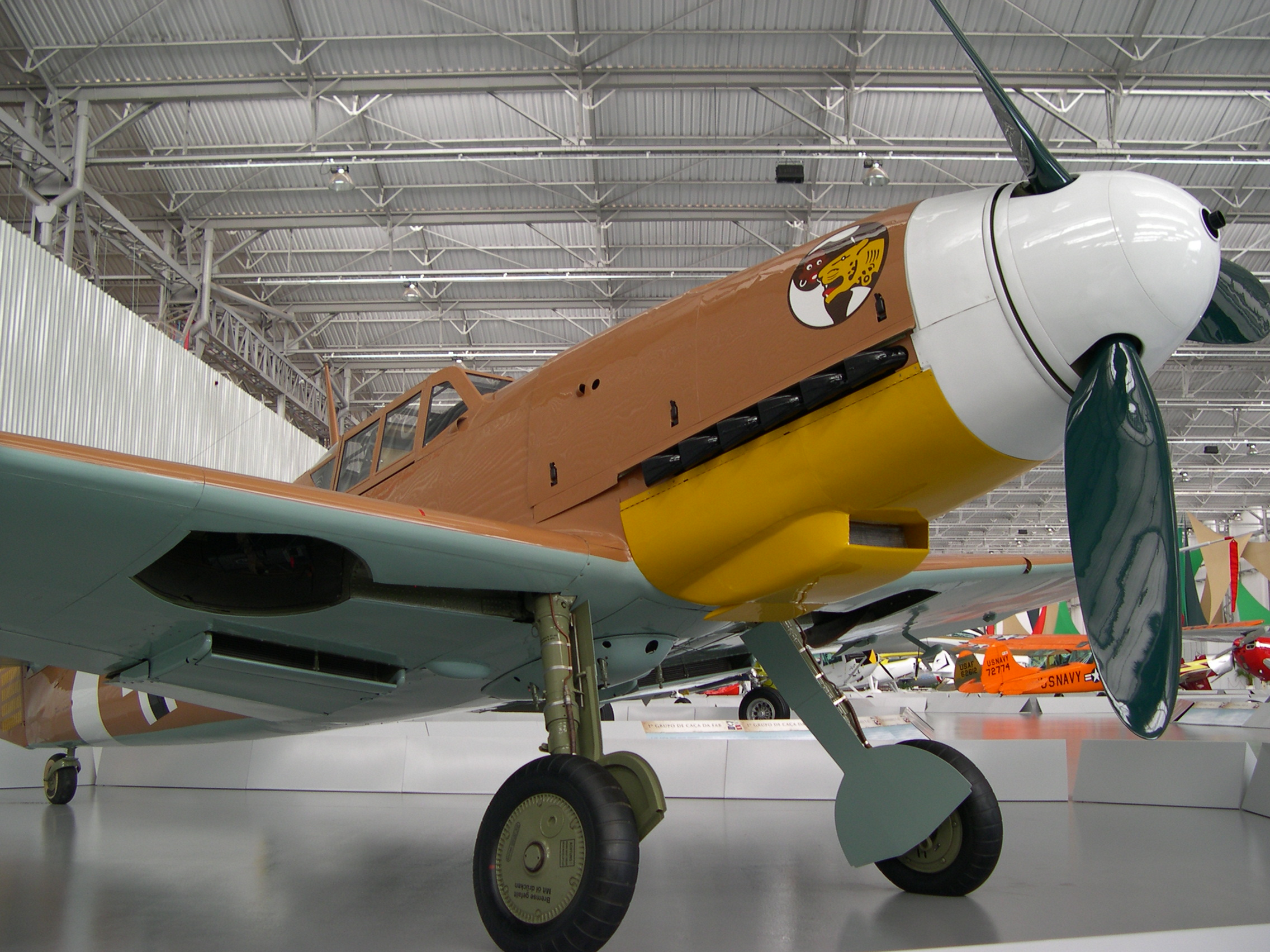
Bf 109G-2, Museo de las Alas de Ensueño en São Carlos, Brasil. Volando este avión, Juutilainen obtuvo 58 victorias aéreas.

| Avión de montura      | Victorias |
| --------------------- | --------- |
| Fokker D.XXI          | 2 1/6     |
| Brewster B239         | 34        |
| Messerschmitt Bf 109G | 58        |
| Total                 | 94 1/6    |

### Posguerra
Después de la guerra, sirvió en la Fuerza Aérea hasta 1947. Trabajó como piloto profesional hasta 1956, transportando pasajeros en su De Havilland DH.82 Tiger Moth. Voló por última vez en un caza bombardero F-18 Hornet de la Fuerza Aérea Finlandesa en 1997.

## Muerte
Juutilainen murió el día de su 85.º cumpleaños, el 21 de febrero de 1999.